# Юката
Юка́та (яп. 浴衣, «одежда для ванны») — традиционная японская одежда, представляющая собой летнее повседневное хлопчатобумажное, льняное или пеньковое кимоно без подкладки. Несмотря на значение слова, использование юкаты не ограничивается только ношением после ванны и являются обычным явлением в Японии в течение жарких летних месяцев (начиная с июля).

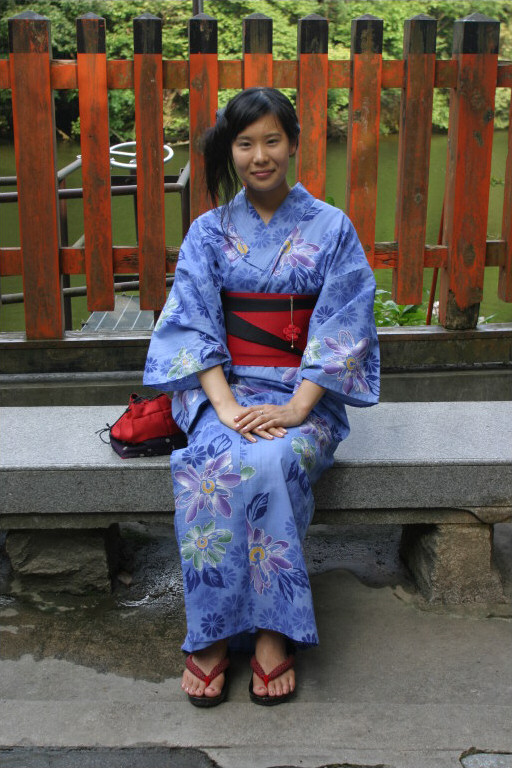
Девушка в юкате

В настоящее время юкату надевают главным образом во время отдыха, носят как дома, так и на улице. Нарядные, яркие юкаты часто носят на фестивалях люди всех возрастов. Юкату также можно часто увидеть на онсэнах (горячих источниках). Юката входит в стандартный комплект постельного белья, предоставляемый постояльцам в японских гостиницах (нэмаки).
Юкату носят как мужчины, так и женщины. Как и другие формы традиционной японской одежды, юката сделана с прямыми швами и широкими рукавами. В стандартный ансамбль юкаты входит хлопчатобумажный дзюбан (яп. 襦袢; нижнее бельё), юката, оби (пояс), гэта (сандалии) на босую ногу, складной или фиксированный веер и кинтяку (яп. 巾着; сумка). Кинтяку используются как мужчинами, так и женщинами.